# IEEE 802.11g
| Назва покоління                                              | Стандарт IEEE | Прийнятий | Максимальна швидкість з'єднання (Мбіт/c) | Смуги радіочастот (ГГц) |
| ------------------------------------------------------------ | ------------- | --------- | ---------------------------------------- | ----------------------- |
| Wi-Fi 8                                                      | 802.11bn      | (2028)    | ≤ 100000                                 | 2.4, 5, 6, 7, 42.5, 71  |
| Wi-Fi 7                                                      | 802.11be      | (2024)    | ≤ 46120                                  | 2.4, 5, 6               |
| Wi-Fi 6E                                                     | 802.11ax      | 2020      | ≤ 9608                                   | 6                       |
| Wi-Fi 6                                                      | 802.11ax      | 2019      | ≤ 9608                                   | 2.4, 5                  |
| Wi-Fi 5                                                      | 802.11ac      | 2014      | ≤ 6933                                   | 5                       |
| Wi-Fi 4                                                      | 802.11n       | 2008      | ≤ 600                                    | 2.4, 5                  |
| (Wi-Fi 3)*                                                   | 802.11g       | 2003      | ≤ 54                                     | 2.4                     |
| (Wi-Fi 2)*                                                   | 802.11a       | 1999      | ≤ 54                                     | 5                       |
| (Wi-Fi 1)*                                                   | 802.11b       | 1999      | ≤ 11                                     | 2.4                     |
| (Wi-Fi 0)*                                                   | 802.11        | 1997      | ≤ 2                                      | 2.4                     |
| * Назви Wi-Fi 0, 1, 2, 3 є широковживаними, однак неофіційні |               |           |                                          |                         |

Стандарт IEEE 802.11g — це один із стандартів специфікації IEEE 802.11 для локальних безпровідних мереж у якому максимальна швидкість передачі становить 54 Мбіт/с у частотному діапазоні від 2,4 ГГц до 2,4835 ГГц та використовуються OFDM, CCK та PBCC методи модуляції інформаційного сигналу.

## Історія
Робота над специфікацією ІЕЕЕ 802.11g розпочалась у березні 2000 року коли була сформована дослідницька група по вивченню можливості підвищення швидкості передачі даних вище 20 Мбіт/с у діапазоні 2,4 ГГц. У листопаді цього ж року дослідницька група отримала статус штатної групи розробників і отримала позначення G. Через рік, розглянувши декілька альтернативних підходів, спеціалісти із дослідницької групи G запропонували використати систему кодування OFDM, яка пізніше була розглянута компанією Intersil. Як великі можливості новий стандарт IEEE 802.11g передбачував використання таких схем модуляції, як CCK-OFDM та PBCC, які були запропоновані компанією Texas Instruments. Однією із основних вимог які ставилися до специфікації IEEE 802.11g була сумісність із IEEE 802.11b.

## Опис
Однією із важливих особливостей стандарту IEEE 802.11 є те, що всі безпровідні мережі на канальному рівні мають однакову архітектуру, а фізичний рівень для різних стандартів є різним. Саме на фізичному рівні визначаються можливості швидкості з'єднання, методів модуляції та кодування при передачі даних. Стандарт IEEE 802.11g передбачає різні швидкості для передачі даних: 1; 2; 5,5; 6; 9; 11; 12; 18; 22; 24; 33; 36; 48 и 54 Мбіт/с. Один із стандартів є обов'язковим (основним), а всі інші — допустимі, крім того для різних швидкостей застосовуються різні методи модуляції сигналу. Нижче у таблиці наведено відповідність швидкості передачі із методом модуляції сигналу для стандарту IEEE 802.11g.
| Швидкість, Мбіт/с | Тип модуляції                |                |
| ----------------- | ---------------------------- | -------------- |
|                   | Обов'язкова                  | Допустима      |
| 1                 | DSSS (послідовність Баркера) |                |
| 2                 | DSSS (послідовність Баркера) |                |
| 5,5               | CCK                          | PBCC           |
| 6                 | OFDM                         | CCK-OFDM       |
| 9                 |                              | OFDM, CCK-OFDM |
| 11                | CCK                          | PBCC           |
| 12                | OFDM                         | CCK-OFDM       |
| 18                |                              | OFDM, CCK-OFDM |
| 22                |                              | PBCC           |
| 24                | OFDM                         | CCK-OFDM       |
| 33                |                              | PBCC           |
| 36                |                              | OFDM, CCK-OFDM |
| 48                |                              | OFDM, CCK-OFDM |
| 54                |                              | OFDM, CCK-OFDM |

Під час розробки стандарту 802.11g розглядались дві основних технології кодування: метод ортогонального частотного мультиплексування OFDM (Orthogonal Frequency Division Multiplexing), який був запозичений із стандарту 802.11a, та метод двійкового пакетного згорткового кодування PBCC(Packet Binary Convolutional Coding). У результаті стандарт 802.11g містить: як базова застосовуються технології OFDM та CCK(Complementary Code Keying, додаткової кодової модуляції), а як допоміжна передбачено використання технології PBCC.

## Використані методи модуляції
- Послідовність Баркера

Швидкість передачі 1 і 2 Мбіт/с для даного методу передбачена стандартом 802.11g як допустима швидкість передачі, яка також застосовується у стандартах 802.11b/b+. Для цих швидкостей використовується технологія розширення спектру DSSS методом прямої послідовності (Direct Sequence Spread Spectrum, DSSS).
Основний принцип технології розширення спектру (Spread Spectrum, SS) полягає у тому, щоб від вузькосмугового спектру сигналу, який виникає при потенціальному кодуванні, перейти до широкосмугового спектру, що дозволяє значно підвищити завадостійкість даних при передачі. При потенціальному кодуванні біти передаються прямокутними імпульсами напруги шириною Т, при цьому ширина спектру сигналу обернено пропорційна тривалості імпульсу. При цьому чим менша тривалість імпульсу, тим більший спектральний діапазон займає такий сигнал.
Щоб підвищити завадостійкість сигналу, який передається можна скористатись методом переходу до широкосмугового сигналу, додавши надлишок у вихідний сигнал. Для цього у кожний передаючий біт вставляють відповідний код, який складається із послідовності так званих чипів. Це означає, що інформаційний біт розбивається на послідовність менших імпульсів-чипів у результаті чого спектр сигналу значно розширюється. Таке кодування часто називають шумоподібним.
Виникає питання: для чого ускладнювати первісний сигнал, якщо в результаті він нічим не відрізняється від шуму? Справа в тому, що кодові послідовності чипів володіють унікальною властивістю автокореляції. При цьому можна підібрати таку послідовність чипів, для якої функція автокореляції, що відображає ступінь подібності функції самої собі через певний часовий інтервал, буде мати різко виражений пік лише для одного моменту часу. Таким чином, функція буде подібна самій собі тільки для одного моменту часу і зовсім не схожа на саму себе для всіх інших моментів часу. Одна з найбільш відомих таких послідовностей — код Баркера завдовжки в 11 чипів. Код Баркера володіє найкращими серед відомих псевдовипадкових послідовностей властивостями шумоподібного, що й зумовило його широке застосування. Для передачі одиничного і нульового символів повідомлення використовуються відповідно пряма і інверсна послідовності Баркера. У приймачі отриманий сигнал множиться на код Баркера (обчислюється кореляційний функція сигналу), в результаті чого він стає вузькосмуговим, тому його фільтрують у вузькій смузі частот, рівної подвоєною швидкості передачі. Навпаки: будь-яка перешкода, потрапляє в смугу вихідного широкосмугового сигналу, після множення на код Баркера стає широкосмуговою, а у вузьку інформаційну смугу потрапляє лише частина перешкоди. За потужністю приблизно в 11 разів менша, ніж перешкода на вході приймача. Основний сенс застосування коду Баркера полягає в тому, щоб гарантувати високий ступінь достовірності прийнятої інформації і при цьому передавати сигнал практично на рівні перешкод. Технологія розширення спектру кодами Баркера використовується для швидкості передачі як 1, такі 2 Мбіт/с. Розходження цих двох режимів передачі полягає в методах модуляції сигналу. При передачі даних на швидкості 1 Мбіт/с застосовується двійкова відносна фазова модуляція (Differential Binary Phase Shift Keying, DBPSK). Нагадаємо, що при фазової модуляції для передачі логічних нулів і одиниць використовують сигнали однієї і тієї ж частоти і амплітуди, але зміщені відносно один одного по фазі. При відносній фазової модуляції (також іменується відносною фазовою маніпуляцією) кодування інформації відбувається за рахунок зсуву фази відносно попереднього стану сигналу. При відносній двійковій фазової модуляції зміна фази сигналу може приймати всього два значення: 0 і 180°. Наприклад, при передачі логічного нуля фаза може не змінюватися (зрушення рівний 0), а при передачі логічної одиниці зсув фази становить 180°. Враховуючи, що ширина спектру прямокутного імпульсу обернено пропорційна його тривалості (а точніше, 2/T), неважко порахувати, що за інформаційної швидкості 1 Мбіт/с швидкість проходження окремих чипів послідовності Баркера складе 11Ѕ106 чип/с, а ширина спектра — 22 МГц, так як тривалість одного чипа становить 1/11 мкс.
При передачі даних на швидкості 2 Мбіт/с замість двійковій відносної фазової модуляції використовується квадратурна відносна фазова модуляція (Differential Quadrature Phase Shift Keying, DQPSK). Її відмінність від двійковій відносної фазової модуляції полягає в тому, що зміна фази може приймати чотири різних значення: 0, 90, 180 і 270 °.
Застосування чотирьох можливих значень зміни фази дозволяє закодувати в одному дискретному символі послідовність двох інформаційних бітів (так званий дібіт), оскільки послідовність двох бітів може мати лише чотири різні комбінації: 00, 01, 10 і 11. Але це означає, що рівно в два рази підвищується і швидкість передачі даних, тобто бітова швидкість в два рази вище символьної. Таким чином, за інформаційної швидкості 2 Мбіт/с символьна швидкість становить 1Ѕ106 символів за секунду. Важливо, що швидкість проходження окремих чипів послідовності Баркера буде дорівнює, як і колись, 11Ѕ106 чип/с, а ширина спектра сигналу — 22 МГц, тобто стільки ж, як і при швидкості 1 Мбіт/с.
- Комплементарні ССК послідовності

У стандарті 802.11b/b+, крім швидкості 1 і 2 Мбіт/с, допустимою є також швидкості 5,5 і 11 Мбіт/с. Для того, щоб працювати на таких швидкостях використовують інший спосіб розширення спектру, тут замість шумоподібних послідовностей Баркера застосовуються комплементарні коди ССК(Complementary Code Keying, CCK). Однак, крім функції розширення спектру, CCK-послідовності мають і інше призначення. На відміну від 11-чипових послідовностей Баркера, яких існує всього два варіанти (пряма і інверсна) для кодування логічного нуля і одиниці, варіантів CCK-послідовностей значно більше. Використання різних CCK-послідовностей дозволяє кодувати в одному символі не один біт, а більше, тобто збільшувати інформаційну швидкість передачі. В загальному у стандарті 802.11g застосовуються 64 різних комплементарних послідовностей, що дозволяє кодувати 8 біт на один символ для швидкості 11 Мбіт/с та 4 біт на символ для швидкості 5,5 Мбіт/с, при цьому символьна швидкість становить 1,385S106 символів на секунду.
Комплементарними прийнято називати такі послідовності, для яких сума їх автокореляційних функцій для будь-якого циклічного зсуву, відмінного від нуля, завжди дорівнює нулю. Остання обставина дозволяє легко виділяти ці послідовності на рівні шуму, що значною мірою збільшує завадостійкість при передачі даних.
- Двійкове пакетне згорткове кодування PBCC

Крім комплементарних ССК послідовностей у стандарті IEEE 802.11g для швидкості 5,5 та 11 Мбіт/с передбачено використання технології двійкового пакетного згорткового кодування PBCC. У основі методу PBCC лежить так зване згорткове кодування зі швидкістю 1/2. Під даним кодуванням розуміють те, що вхідній послідовності бітів ставиться у відповідність (по визначеному алгоритму) вихідна послідовність бітів, причому значення кожного біта вихідної послідовності залежить від декількох значень вхідних бітів. Для того, щоб значення вихідного біта залежало від декількох вхідних у згортковому кодері застосовуються запамятовуючі комірки та логічні елементи XOR. Крім того будь-який згортковий кодер визначає певну кількість надлишковості, що зумовлює достатню завадостійкість закодованої інформації.
У протоколі 802.11g використовуються згорткові кодери, що складаються з шести запам'ятовуючих осередків.
- Пунктурне кодування. Швидкості передачі 22 і 33 Мбіт/с

Опціонально в протоколі 802.11g технологія двійкового пакетного згорткового кодування PBCC може застосовуватися при швидкостях передачі 22 і 33 Мбіт/с. Відзначимо, що швидкість 22 Мбіт/с при використанні технології PBCC передбачена і в стандарті 802.11b +. При швидкості 22 Мбіт/с, в порівнянні з вже розглянутої нами схемою PBCC, є два відмінності. Насамперед, застосовується не квадратична, а 8-позиційна фазова модуляція 8 -PSK, тобто фаза сигналу може приймати вісьмох різних значень. Це дозволяє водному символі кодувати вже не два, а три біти і, отже, збільшити інформаційну швидкість передачі. Крім згорткового кодера в схему доданий пунктурному кодер (Puncture). Сенс такого рішення досить простий: надмірність згорткового кодера рівна 2 (на кожен вхідний біт припадають два вихідних) достатня висока і за певних умов помеховой обстановки є зайвою, тому можна зменшити надмірність, щоб, приміром, кожним двом вхідним бітам відповідали три вихідних. Для цього можна, звичайно, розробити відповідний сверточних кодер, але краще додати в схему блок, який буде просто знищувати зайві біти.